# Milan Panić
Milan Panić (em sérvio cirílico: Милан Панић; nascido em 20 de dezembro de 1929) é um multimilionário sérvio-americano, um magnata dos negócios com sede em Newport Beach e Pasadena, Califórnia. Atuou como primeiro-ministro da República Federal da Iugoslávia entre 1992 e 1993. Milan Panić tornou-se primeiro-ministro da Iugoslávia, enquanto cidadão estadunidense. A legalidade da retenção da cidadania dos Estados Unidos ao aceitar este cargo tem sido questionada com base em uma proibição constitucional de um cidadão estadunidense de aceitar o cargo em favor de uma nação estrangeira.  Concorreu para o cargo de presidente da Sérvia em 1992, mas perdeu para Slobodan Milošević. 